# 萩原朔太郎
萩原朔太郎（日语：／ Hagiwara Sakutarō，1886年11月1日—1942年5月11日）是一位日本作家與詩人，出生於日本群馬縣東群馬郡北曲輪町（現前橋市）。